# Heikki Väyrynen
Heikki Allan Väyrynen, född 18 maj 1888 i Pielisjärvi, död 29 augusti 1956 i Helsingfors, var en finländsk geolog.
Väyrynen blev filosofie doktor 1920. Han var 1919–1929 yngre biträdande geolog vid geologiska kommissionen, 1929–1936 tillförordnad statsgeolog och 1936–1940 statsgeolog, docent vid Helsingfors universitet 1929–1956. Från 1940 till 1956 tjänstgjorde han som professor i mineralogi och geologi vid Tekniska högskolan i Helsingfors.
Väyrynen publicerade ett 80-tal vetenskapliga arbeten som behandlade främst östra Finlands geologi, petrologi, petrografi, malmgeologi och malmmineralogi. I verket Suomen kallioperä (1954) gav han en syntes av Finlands berggrund.